# Andreas Barner (Komponist)
Andreas Barner (* 12. Februar 1835 in Korntal; † 5. April 1910 in Karlsruhe) war ein deutscher Organist und Komponist.

## Herkunft und Familie
Die Familie Barner stammt aus Owen/Teck, wo der Stammvater Konrad Barner nach der Reformation der erste evangelische Pfarrer war.
Andreas’ Vater hieß ebenfalls Johann Andreas Barner und war Schulleiter und Hausvater eines Waisenhauses in Korntal, das von der Evangelischen Brüdergemeinde Korntal getragen wurde. Andreas Barner wurde dort geboren.

## Ausbildung und Karriere
- 1852–1854: Student am Lehrerseminar Esslingen, ein Lehrer war Johann Georg Frech.
- 1858–1862: Student des Stuttgarter Konservatoriums, ein Lehrer war Immanuel Faißt.
- 1864–1907: Großherzoglich badischer Hoforganist in Karlsruhe.
- 1865: Berufung zum Orgelinspektor für die badische Landeskirche.
- 1875: Ernennung zum Seminarmusikoberlehrer in Karlsruhe.

## Werke
Andreas Barner schrieb zahlreiche Choralvorspiele zu häufig gesungenen Liedern.
1883 war er Mitherausgeber des badischen Choralbuchs.

## Anekdoten
Bei seinem Vorstellungsgespräch für die Stelle des Hoforganisten an einem heißen Sommertag soll er zum Großherzog gesagt haben: „Königliche Hoheit, i schwitz wie e Sau, darf i mein Frack ausziehe?“, was ihm freundlich gewährt wurde und keine nachteiligen Folgen für seine Bewerbung hatte. Er konnte sich gegen zwei weitere Kandidaten durchsetzen.

## Nachkommen
Andreas Barner begründete einen Zweig der Familie Barner, der in Baden immer wieder wichtige öffentliche und kirchliche Ämter übernahm. 
Dazu gehört unter anderem auch der Präsident des 35. Deutschen Evangelischen Kirchentags 2015 in Stuttgart, sein Namensvetter Andreas Barner.
Sein Schwiegersohn war der erste Landesbischof der Badischen Landeskirche Julius Kühlewein.